# Кимпа (гора)
Ки́мпа (інша назва — Те́мпа) — гора в Українських Карпатах, у Кузійському заповідному масиві. Розташована в межах Рахівського району Закарпатської області.
Висота 1089,8 м (за іншими даними — 1091 м). Схили стрімкі, вкриті лісами; вершина лише місцями незаліснена. Від вершини на північний схід тягнеться вузький заліснений хребет, який веде до найвищої вершини масиву — Лисини (1409,8 м).
Найближчий населений пункт: Луг.